# Artur (football, 1996)
Pour les articles homonymes, voir Artur et Lima (homonymie).
José Artur de Lima Junior, surnommé Artur, né le 11 mars 1996 à Brumado au Brésil, est un footballeur brésilien. Il joue au poste de milieu de terrain au Dynamo de Houston en Major League Soccer. Son frère Norberto (pt) est également footballeur.

## Biographie

### Débuts au Brésil
Artur commence le football à Bahia pendant trois ans, puis rejoint la GE Juventus pendant quelques mois. En 2015, il rejoint les moins de 20 ans du São Paulo FC, où il remporte deux fois la Coupe du Brésil (pt),, un Campeonato Paulista (pt) et une Copa Libertadores en 2016,. 
En mai 2016, il est intégré au groupe professionnel pour préparer la nouvelle saison du São Paulo en Série A. Il fait ses débuts en tant que titulaire lors de la neuvième journée de Série A le 19 juin 2016, face à Flamengo. Cependant, Artur quitte rarement le banc pendant le reste de la saison et termine la saison 2016 avec seulement quatre rencontres disputées.

### Crew de Columbus
Le 13 février 2017, Artur est prêté avec option d'achat pour une année au Crew de Columbus,. Le 4 mars, il participe à son premier match en MLS face au Fire de Chicago, en entrant à la 76e minute à la place de Mohammed Abu. Le 1er avril, il délivre sa première passe décisive en MLS en faveur de son coéquipier Justin Meram contre Orlando City SC. Il se blesse au poignet au cours du match du 22 avril face aux Red Bulls de New York,. Cette blessure le rend indisponible pour trois semaines. Il commence réellement à s'imposer et devient le joueur clé de l'équipe. Lors des séries éliminatoires, il inscrit son premier but contre le New York City FC le 31 octobre,,.
Grâce à sa bonne saison à Columbus, São Paulo veut son retour dans l'équipe première et lui propose une augmentation de salaire, mais le Crew de Columbus lève l'option d'achat le 1er décembre,. Il est transféré définitivement au Crew le 6 décembre, pour un montant estimé à 1,5 million de dollars (pour 50 % des droits du joueur, 20 % reste au profit de São Paulo et 30 % reste au profit de la GE Juventus en cas de revente).
Lors de la saison 2020, il inscrit son premier but en saison régulière contre le New York City FC le 18 octobre,. Lors de la finale de conférence, il marque l'unique but de la rencontre face au Revolution de la Nouvelle-Angleterre,,. Puis, lors de la finale de la Coupe MLS, il est titulaire lors de la victoire 3-0 face aux Sounders de Seattle, et remporte son premier trophée avec Columbus.

### Dynamo de Houston
Le 22 novembre 2022, Artur est transféré au Dynamo de Houston contre 300 000 dollars en allocation monétaire.

## Palmarès
Crew de Columbus
- Conférence Est de la MLS (1)
  - Vainqueur : 2020.

- Coupe MLS (1)
  - Vainqueur : 2020.

## Statistiques détaillées
| Saison                | Club                    | Championnat           | Championnat | Championnat | Championnat | Coupe(s) nationale(s) | Coupe(s) nationale(s) | Coupe(s) nationale(s) | Compétition(s) continentale(s) | Compétition(s) continentale(s) | Compétition(s) continentale(s) | Compétition(s) continentale(s) | Séries | Séries | Séries | MLS is Back | MLS is Back | MLS is Back | Total | Total | Total |
| Saison                | Club                    | Division              | M.          | B.          | P.d.        | M.                    | B.                    | P.d.                  | Comp.                          | M.                             | B.                             | P.d.                           | M.     | B.     | P.d.   | M.          | B.          | P.d.        | M.    | B.    | P.d.  |
| 2016                  | São Paulo FC            | Série A               | 4           | 0           | 0           | -                     | -                     | -                     | CL                             | 0                              | 0                              | 0                              | -      | -      | -      | -           | -           | -           | 4     | 0     | 0     |
| 2017                  | Crew de Columbus (prêt) | MLS                   | 24          | 0           | 3           | 1                     | 0                     | 0                     | -                              | -                              | -                              | -                              | 3      | 1      | 0      | -           | -           | -           | 28    | 1     | 3     |
| 2018                  | Crew de Columbus        | MLS                   | 32          | 0           | 1           | 0                     | 0                     | 0                     | -                              | -                              | -                              | -                              | 3      | 0      | 0      | -           | -           | -           | 35    | 0     | 1     |
| 2019                  | Crew de Columbus        | MLS                   | 30          | 0           | 0           | 2                     | 0                     | 0                     | -                              | -                              | -                              | -                              | -      | -      | -      | -           | -           | -           | 32    | 0     | 0     |
| 2020                  | Crew de Columbus        | MLS                   | 22          | 2           | 2           | -                     | -                     | -                     | -                              | -                              | -                              | -                              | 4      | 1      | 0      | 1           | 0           | 0           | 27    | 3     | 2     |
| 2021                  | Crew de Columbus        | MLS                   | 6           | 0           | 0           | -                     | -                     | -                     | LCC+CC                         | 4+0                            | 0                              | 0                              | -      | -      | -      | -           | -           | -           | 10    | 0     | 0     |
| 2022                  | Crew de Columbus        | MLS                   | 24          | 0           | 0           | -                     | -                     | -                     | -                              | -                              | -                              | -                              | -      | -      | -      | -           | -           | -           | 24    | 0     | 0     |
| Sous-total            | Sous-total              | Sous-total            | 138         | 2           | 6           | 3                     | 0                     | 0                     | -                              | 4                              | 0                              | 0                              | 10     | 2      | 0      | 1           | 0           | 0           | 156   | 4     | 6     |
| 2023                  | Dynamo de Houston       | MLS                   | 0           | 0           | 0           | 0                     | 0                     | 0                     | -                              | -                              | -                              | -                              | -      | -      | -      | -           | -           | -           | 0     | 0     | 0     |
| Total sur la carrière | Total sur la carrière   | Total sur la carrière | 142         | 2           | 6           | 3                     | 0                     | 0                     | -                              | 4                              | 0                              | 0                              | 10     | 2      | 0      | 1           | 0           | 0           | 160   | 4     | 6     |